# Actinocheita filicina
Actinocheita  es un género monotípico de plantas de la familia de las anacardiáceas. Su única especie: Actinocheita filicina (DC.) F.A.Barkley, es originaria de México.

## Taxonomía
Allium amplectens fue descrita por (DC.) F.A.Barkley y publicado en Annals of the Missouri Botanical Garden 24(1): 2, en el año 1937.
\Sinonimia
- Rhus potentillifolia Turcz.
- Rhus filicina DC.
- Actinocheita potentillifolia (Turcz.) Bullock[3]